# Vi tackar dig så hjärtelig
Vi tackar dig så hjärtelig är en gammal morgonpsalm med tio verser av Haquin Spegel skriven 1686 med titelraden "Wii tacke tigh rätt hiertelig". Enligt 1819 års psalmbok bearbetades texten av Johan Olof Wallin vilket inte längre framgår av 1986 års psalmbok då den bearbetades till sex verser av Anders Frostenson 1980.
Psalmen inleds 1695 med orden:
Wii tacke tigh rätt hiertelig
O store Gudh och Fader käre!
Melodin är tryckt i koralboken As hymnodus sacer i Leipzig 1625 och bearbetad av Christoph Peter 1655. Enligt 1697 års koralbok och 1921 års koralbok med 1819 års psalmer användes samma melodi bland annat till psalmen Min synd, o Gud (1695 nr 253 och 1986 nr 544). 

## Publicerad som
- 1695 års psalmbok som nr 362 under rubriken "Morgon-Psalmer".
- 1819 års psalmbok som nr 431 under rubriken "Med avseende på särskilda personer, tider och omständigheter: Morgon och afton: Morgonpsalmer".
- Stockholms söndagsskolförenings sångbok 1882 som nr 107 med verserna 1, 3, 9-10, under rubriken "Psalmer".
- Svensk söndagsskolsångbok 1908 som nr 271 under rubriken "Morgon och afton".
- Svensk söndagsskolsångbok 1929 som nr 246 under rubriken "Morgon och afton".
- Sionstoner 1935 som nr 714 under rubriken "Morgon och afton".
- 1937 års psalmbok som nr 431 under rubriken "Morgon".
- Den svenska psalmboken 1986 som nr 492 under rubriken "Morgon".
- Lova Herren 1988 som nr 769 under rubriken "Morgon".